# Sylvia Ruuska
Sylvia Ruuska, née le 4 juillet 1942 à Berkeley (Californie) et morte le 7 février 2019, est une nageuse américaine.

## Carrière
Sylvia Ruuska participe aux Jeux olympiques d'été de 1956 à Melbourne et remporte la médaille d'argent dans l'épreuve du 4x100m nage libre avec Nancy Simons, Shelley Mann et Joan Rosazza  ainsi que la médaille de bronze dans l'épreuve du 400m nage libre.